# Heroes Den Bosch
El Eerste Bossche Basketbal Club Den Bosh, conocido como Heroes Den Bosch, es un equipo de baloncesto holandés que compite en la BNXT League, la nueva liga fruto de la fusión de la Dutch Basketball League neerlandesa y la Pro Basketball League belga. Tiene su sede en la ciudad de Bolduque. Disputa sus partidos en el Maaspoort Sports end Events, con capacidad para 2800 espectadores.

## Historia
El club, con su estructura actual, nació en junio de 2005 de la fusión de otros dos equipos de la liga neerlandesa, el EBBC Den Bosch y el EiffelTowers Nijmegen. Bajo la denominación de EBBC Den Bosch ganó 12 títulos de liga, y tras la fusión, las dos temporadas siguientes también se alzaron con el campeonato.

## Patrocinadores
- 1952–74 EBBC
- 1974–77 Sperry Remington EBBC
- 1977–78 Falcon Jeans EBBC
- 1978–80 EBBC
- 1980–91 Nashua EBBC
- 1991–92 Pro-Specs EBBC
- 1992–95 Canoe Jeans EBBC
- 1995–96 America Today EBBC
- 1996–97 Libertel EBBC
- 1997–99 Libertel Dolphins EBBC
- 1999–03 Canoe Jeans EBBC
- 2003–05 Tulip EBBC
- 2005–13 EiffelTowers Den Bosch
- 2013–16 SPM Shoeters Den Bosch[1]
- 2016 Shooters Den Bosch
- 2016–presente New Heroes Basketball[2]

## Registro por Temporadas
| Temporada | División | Liga        | Posición | Play-Offs        | NBB-Beker        | Competición Europea            |  |
| --------- | -------- | ----------- | -------- | ---------------- | ---------------- | ------------------------------ |  |
| 1996–97   | 1        | Eredivisie  | 1        | Campeón          | –                | 2 Copa Saporta Fase de grupos  |  |
| 1997–98   | 1        | Eredivisie  | 4        | Semifinales      | –                | 2 Copa Saporta Fase de grupos  |  |
| 1998–99   | 1        | Eredivisie  | 4        | Semifinales      | –                | –                              |  |
| 1999–00   | 1        | Eredivisie  | 2        | Cuartos de final | Campeón          | –                              |  |
| 2000–01   | 1        | Eredivisie  | 2        | Semifinales      | –                | –                              |  |
| 2001–02   | 1        | Eredivisie  | 6        | Cuartos de final | Campeón          | –                              |  |
| 2002–03   | 1        | Eredivisie  | 5        | Semifinales      | –                | –                              |  |
| 2003–04   | 1        | Eredivisie  | 4        | Subcampeones     | –                | –                              |  |
| 2004–05   | 1        | Eredivisie  | 4        | Cuartos de final | –                | –                              |  |
| 2005–06   | 1        | Eredivisie  | 1        | Campeón          | 4 ronda          | 4 Eurocopa del Desafío Top 16  |  |
| 2006–07   | 1        | Eredivisie  | 1        | Campeón          | 4 ronda          | 2 Copa ULEB Fase de grupos     |  |
| 2007–08   | 1        | Eredivisie  | 2        | Subcampeones     | Campeón          | 2 Copa ULEB Fase de grupos     |  |
| 2008–09   | 1        | Eredivisie  | 2        | Subcampeones     | Campeón          | 3 Eurochallenge Top 16         |  |
| 2009–10   | 1        | Eredivisie  | 3        | Cuartos de final | Cuartos de final | 3 Eurochallenge Top 16         |  |
| 2010-11   | 1        | Eredivisie  | 3        | Semifinales      | Semifinales      | –                              |  |
| 2011-12   | 1        | Eredivisie  | 3        | Campeón          | Cuartos de final | –                              |  |
| 2012–13   | 1        | Eredivisie  | 1        | Semifinales      | Campeón          | –                              |  |
| 2013–14   | 1        | Eredivisie  | 2        | Subcampeones     | Semifinales      | 3 Eurochallenge Fase de grupos |  |
| 2014–15   | 1        | Eredivisie  | 1        | Campeón          | Subcampeones     | 3 Eurochallenge Top 16         |  |
| 2015–16   | 1        | DBL         | 4        | Semifinales      | Campeón          |                                |  |
| 2016–17   | 1        | DBL         | 4        | Semifinales      | Octavos de final |                                |  |
| 2017–18   | 1        | DBL         | 5        | Cuartos de final | Semifinales      |                                |  |
| 2018–19   | 1        | DBL         |          |                  |                  | 4 FIBA Europe Cup TR           |  |
| 2019–20   | 1        | DBL         | 3        |                  | Cuarta ronda     |                                |  |
| 2020–21   | 1        | DBL         | 2        | Subcampeones     | Cuartos de final | 4 FIBA Europe Cup R16          |  |
| 2021–22   | 1        | BNXT League | 5º       |                  | Subcampeones     | 4 FIBA Europe Cup RS           |  |

## Palmarés
- Liga Holandesa
  - Campeón (17): 1979, 1980, 1981, 1983, 1984, 1985, 1986, 1987, 1988, 1993, 1996, 1997, 2006, 2007, 2012, 2015, 2022
  - Finalista (10): 1982, 1989, 1990, 1991, 1992, 1994, 2004, 2008, 2009, 2014

- Copa de los Países Bajos
  - Campeón (8): 1993, 2000, 2002, 2008, 2009, 2013, 2016, 2024
  - Finalista (5): 1977, 1978, 1992, 2004, 2015

- Supercopa de Baloncesto de Holanda
  - Campeón (3): 2013, 2015, 2022
  - Finalista (1): 2014

- Recopa de Europa
  - Finalista (1): 1979

- Copa Intercontinental FIBA
  - Finalista (1): 1982

## Nota
1. ↑  La temporada 2019-20 se canceló prematuramente en marzo de 2020 debido a la pandemia de COVID-19. No se jugaron playoffs y no se nombraron campeones..